# Campylopus gardneri
Campylopus gardneri är en bladmossart som beskrevs av Mitten 1869. Campylopus gardneri ingår i släktet nervmossor, och familjen Dicranaceae. Inga underarter finns listade i Catalogue of Life.